# Karin Johansson
Karin Johansson (Lidköping, 4 d'octubre de 1984) és una esportista sueca que va competir en piragüisme en la modalitat d'aigües tranquil·les, guanyadora d'una medalla de bronze al Campionat Mundial de Piragüisme de 2006, en la prova de K4 200 m, i tres medalles en el Campionat Europeu de Piragüisme entre els anys 2005 i 2007.

## Palmarès internacional
| Campionat Mundial | Campionat Mundial     | Campionat Mundial | Campionat Mundial |
| Any               | Lloc                  | Medalla           | Competició        |
| ----------------- | --------------------- | ----------------- | ----------------- |
| 2006              | Szeged ( Hongria)     | 3                 | K4 200 m          |
| Campionat Europeu |                       |                   |                   |
| Any               | Lloc                  | Medalla           | Competició        |
| 2005              | Poznań ( Polònia)     | 3                 | K4 200 m          |
| 2006              | Račice ( Txèquia)     | 3                 | K4 200 m          |
| 2007              | Pontevedra ( Espanya) | 3                 | K4 200 m          |